# Championnats d'Europe de char à voile 1995
Navigation
1994 1996
Les 33e championnats d'Europe de char à voile 1995, organisés par le pays hôte sous l'égide de la fédération internationale du char à voile, se sont déroulés à Terschelling aux Pays-Bas,.

## Podium
| Épreuve    | Or                | Argent         | Bronze                |
| ---------- | ----------------- | -------------- | --------------------- |
| Classe 2   | Peter Allemeersch | Bruno Guilbert | Johan Sobry           |
| Classe 3   | Ivan Ameele       | Egon Plovier   | Hans-Werner Eickstädt |
| Classe 3 R | Bertrand Lambert  | Paul Mahrt     | Christian Düber       |
| Classe 5   | Michel Jacq       | Tadeg Normand  | Simon Cope            |

| Épreuve | Or         | Argent       | Bronze         |
| ------- | ---------- | ------------ | -------------- |
| Femmes  | Paula Leah | Paula Arnold | Lucie François |

## Tableau des médailles par nation
| Rang | Nation      | Or | Argent | Bronze | Total |
| ---- | ----------- | -- | ------ | ------ | ----- |
| 1    | France      | 2  | 2      | -      | 4     |
| 1    | Belgique    | 2  | 1      | 1      | 4     |
| 3    | Allemagne   | -  | 1      | 2      | 3     |
| 4    | Royaume-Uni | -  | -      | 1      | 1     |

| Rang | Nation      | Or | Argent | Bronze | Total |
| ---- | ----------- | -- | ------ | ------ | ----- |
| 1    | Royaume-Uni | 1  | 1      | -      | 2     |
| 2    | France      | -  | -      | 1      | 1     |